# Yetnebersh Nigussie
Yetnebersh Nigussie (Jetneberš Nigussi, ur. 24 stycznia 1982 w Amharze) – etiopską prawniczką i działaczką na rzecz praw osób niepełnosprawnych.

## Wczesne życie i edukacja
Yetnebersh Nigussie straciła wzrok w wieku 5 lat z powodu zapalenia opon mózgowych. Opisuje ten przypadek jako szansę, ponieważ pomogła jej uciec od wczesnego małżeństwa, które było powszechnie praktykowane w Amhara Saint Wollo, w miejscu, w którym urodziła się. Uczęszczała do klas podstawowych w Katolickiej Szkole dla Niewidomych Shashemane, następnie dołączyła do II Szkoły Średniej Menelik (szkoła integracyjna) i studiowała tam do 12 klasy. Oprócz zaangażowania akademickiego w szkole, przewodniczyła ponad 6 klubom studenckim, w tym jako doradca studentów. Dostała się na Uniwersytet w Addis Abebie, skończyła licencjat prawa i tytuł magistra w dziedzinie pracy socjalnej. Ciągle zaangażowana w zajęcia pozalekcyjne, przewodniczyła ruchowi anty-AIDS AAU w latach 2004–2005 i założyła w 2006 r. Stowarzyszenie Studentów Uniwersytetu w Addis Abebie (AAU), a także pełniła funkcję pierwszego prezesa stowarzyszenia. 

## Aktywizm
Podczas służby na rzecz ruchu anty-AIDS otrzymała wiele nagród krajowych i międzynarodowych, w tym nagrodę AMANITARE (Afrykańskie partnerstwo na rzecz zdrowia seksualnego i reprodukcyjnego oraz praw kobiet i dziewcząt), którą otrzymała w 2003 r. W RPA za swoją silną praca rzeczniczka na rzecz edukacji dziewcząt. Poza swoim życiem akademickim, służyła w ponad 20 organizacjach dobrowolnie, wśród nich Etiopskie Narodowe Stowarzyszenie Skrzydło Niewidomych Kobiet, któremu przewodniczyła przez 4 lata (2003–2007). Potem postanowiła założyć lokalną organizację o nazwie Etiopskie Centrum ds. Niepełnosprawności i Rozwoju (ECDD) wraz z innymi wybitnymi Etiopczykami, aby promować inkluzję osób niepełnosprawnych do różnych programów rozwoju, w tym do wzmocnienia pozycji ekonomicznej. Od 2016 roku pracuje z organizacją pozarządowej niepełnosprawności i rozwoju Light for the World którą wcześniej reprezentowała jako członek ich Międzynarodowej Rady Ambasadorów. 
We wrześniu 2017 r. Yetnebersh Nigussie została uznana za wspólnego zwycięzcę Right Livelihood Award, „Alternatywnej Nagrody Nobla”, "za inspirującą pracę promującą prawa i integrację osób niepełnosprawnych, pozwalającą im w pełni wykorzystać swój potencjał i zmiana sposobu myślenia w naszych społeczeństwach ”.

## Nagrody
- Nagroda AMANITARE dla zwolenników zdrowia seksualnego i reprodukcyjnego, 2003, Johannesburg, RPA[9].
- Indywidualna nagroda za doskonałą koordynację działań w zakresie zapobiegania HIV / AIDS i kontroli działań, przyznana przez administrację miasta Addis Abeba we współpracy z biurem zapobiegania i kontroli HIV / AIDS Addis Abeba (HAPCO). 7 października 2005 Addis Abeba, Etiopia.
- Najlepszy narodowy aktywista HIV / AIDS, przyznany przez General Medical Practitioners Association, 2005, Addis Abeba, Etiopia.
- Nagroda World of Difference 100, przyznawana przez International Alliance for Women (TIAW), 2011.[10]
- Right Livelihood Award 2017[11][12]